# 제1회 효 가요제
제 1회 효 가요제 음반은 대한민국의 가수 민해경, 이범학, 김완선, 주현미, 양수경, 이상우, 김국환, 이덕진, 김민종, 원미연, 이현우 등 당대 인기가수들이 참여한 앨범이다.

## 트랙 리스트
| #   | 제목                                          | 작사   | 작곡   | 편곡 | 재생 시간 |
| --- | --------------------------------------------- | ------ | ------ | ---- | --------- |
| 1.  | 〈차를 마시며 (김국환)〉                      | 양인자 | 김희갑 | 3:50 |           |
| 2.  | 〈세월이 흐르면 알겠죠 (양수경)〉             | 박건호 | 김기표 | 4:09 |           |
| 3.  | 〈이젠 알 것 같아 (이상우)〉                  | 김일태 | 김일태 | 4:31 |           |
| 4.  | 〈비할 수 없는 사랑 (김완선)〉                | 함영인 | 손무현 | 5:48 |           |
| 5.  | 〈어머니 (이덕진)〉                           | 김지욱 | 김지욱 | 3:21 |           |
| 6.  | 〈이 노래를 당신에게 (조정현)〉               | 이건우 | 이창규 | 3:19 |           |
| 7.  | 〈孝, 그것은 사랑 (주현미)〉                  | 김동주 | 김영광 | 3:26 |           |
| 8.  | 〈당신께 드리고 싶은 것 (박준하)〉            | 김은희 | 김은희 | 5:07 |           |
| 9.  | 〈이 세상의 이름 중에서 (원미연)〉            | 김은평 | 이호준 | 4:18 |           |
| 10. | 〈아버지 사랑 (김민종)〉                      | 이승호 | 서영진 | 3:58 |           |
| 11. | 〈조심해라 조심해라 아가야 (민해경, 이범학)〉 | 강인원 | 강인원 | 3:32 |           |
| 12. | 〈나의 어머니 (이현우)〉                      | 이현우 | 이현우 | 4:02 |           |